# Ruzanna Məmmədova
Ruzanna Səxavət qızı Məmmədova (ur. 22 czerwca 2006) – azerska zapaśniczka walcząca w stylu wolnym. 
Zajęła 25. miejsce na mistrzostwach Europy w 2025. Złota medalistka MŚ wojskowych w 2023. Trzecia na ME U-23 w 2024. Mistrzyni Europy juniorów w 2024 i trzecia w 2023. Mistrzyni świata i Europy kadetów w 2017 roku.